# Paul Pouchol
 Paul Pouchol, né le 21 juillet 1904 à Paris, dans le  8e arrondissement, et mort dans le même ville, dans le  6e arrondissement, le 1er mai 1963, est un céramiste, sculpteur et peintre français.

## Biographie
Élève de l'École Boulle à Paris, Paul Pouchol obtient le prix Blumenthal en 1930 et expose au Salon des indépendants dès 1935.
Il travaille pour l'atelier d'art des Galeries Lafayette, que dirige Maurice Dufrêne (1876-1955) et y fait la connaissance de Jacques Adnet (1900-1984) qui lui conseille d'ouvrir un atelier de céramique, ce qu'il fait en 1941 en s'établissant rue du Dragon à Paris. Il y réalise des sculptures en céramique, des bas-reliefs, des poêles, notamment pour Jean-Albert Lesage en 1948, ou une cheminée à cariatides noires pour
la maison de l’architecte-décorateur Francis Turbil à Laon en 1951, et des bibelots en céramique (Coq, vers 1950, céramique émaillée).
Pendant l'Occupation, de nombreux artistes séjournerons chez lui, dont l'illustratrice Marianne Clouzot (1908-2007), le poète Lanza del Vasco, et sa cousine Denise Picard (née en 1916) qu'il initie à la céramique.
Le Salon des indépendants, lui organise une exposition rétrospective posthume en 1964.

## Distinctions
- Chevalier de la Légion d'honneur (décret du 10 février 1949)[4]

## Collections publiques
- En Italie
  - Faenza, musée international de la céramique : Vénus à la coquille, 1940, terre cuite patinée en noir

## Élèves
- Pol Chambost (1906-1983)
- Marianne Clouzot (1908-2007)
- Georges Jouve (1910-1964)
- Denise Picard (sa cousine, née en 1916)

## Pour approfondir

### Articles de presse
- Léo Larguier, « Paul Pouchol », in Art et Industrie, XIII, 1948, p. 37-38.
- La Céramique Française, no 92, 1949, p. 20.

### Iconographie
- Pierre Jahan (1909-2003), Paul Pouchol, sculpteur, 1943, photographie[5]
- Robert Doisneau, Portrait de Paul Pouchol, photographie[6]